# Stegnogramma tottoides
Stegnogramma tottoides là một loài thực vật có mạch trong họ Thelypteridaceae. Loài này được (Hayata ex H. Itô) K. Iwats. miêu tả khoa học đầu tiên năm 1963.